# Fidel Ernesto Suárez
Pour les articles homonymes, voir Fidel Suárez et Suárez.
Fidel Ernesto Suárez Becerra, né le 31 décembre 1962 à Piura au Pérou, est un footballeur péruvien des années 1980 et 1990. Il jouait au poste d'attaquant.
Surnommé Mellizo (« le jumeau »), il est le neveu de Manuel Suárez, idole de l'Atlético Grau de Piura.

## Biographie

### Carrière en club
Fidel Suárez fait ses débuts en 1re division du Pérou au sein du Sporting Cristal, le 7 mars 1981 contre le Deportivo Municipal (victoire 1-0). Il retourne dans sa région natale de Piura et s'enrôle à l'Atlético Torino en 1982.
Recommandé par Marcos Calderón, qui l'avait fait débuter au Sporting Cristal, il revient à Lima et signe pour l'Universitario de Deportes. C'est avec ce dernier club qu'il va écrire ses plus belles pages. En effet, il sera sacré trois fois champion du Pérou en 1985, 1987 et 1990 en plus d'être le meilleur buteur du championnat en 1987 (20 buts marqués).
Fidel Suárez part pour le Chili afin de jouer au Deportes Iquique en 1990, suivi du CD Cobresal l'année suivante. Après une pige à l'Atlético Marte du Salvador en 1994, il retourne au Pérou pour y finir sa carrière. Il raccroche les crampons au FBC Melgar en 1998.

### Carrière en équipe nationale
International péruvien, Fidel Suárez participe aux éliminatoires de la Coupe du monde 1990 où il dispute un seul match, contre la Bolivie, à La Paz, le 20 août 1989 (défaite 2-1).

## Palmarès(joueur)
Universitario de Deportes
- Championnat du Pérou (3) :
  - Champion : 1985, 1987 et 1990.
  - Meilleur buteur : 1987 (20 buts).